# Vương hậu Margot (tiểu thuyết)
Vương hậu Margot (tiếng Pháp: La Reine Margot; tiếng Anh: Queen Margot) là một tiểu thuyết lịch sử được viết vào năm 1845 bởi Alexandre Dumas cha. Mặc dù dựa trên các nhân vật và sự kiện có thật, nhưng một số khía cạnh của Vương hậu Margot có thể không phù hợp với ghi chép lịch sử; các nhà sử học cho rằng đó là do giấy phép nghệ thuật và thực tế là Dumas có thể đã bị ảnh hưởng bởi sự tuyên truyền chống lại một số nhân vật lịch sử, đặc biệt là Caterina de' Medici. Được viết bằng tiếng Pháp, nó gần như ngay lập tức được dịch sang tiếng Anh, đầu tiên, tiểu thuyết không được công khai và ngay sau đó được David Bogue công khai với tựa đề Marguerite de Valois: An Historical Romance.

## Cốt truyện
Câu chuyện bắt đầu ở Paris vào tháng 8 năm 1572, dưới thời trị vì của Vua Charles IX thuộc Vương tộc Valois trong thời kỳ Chiến tranh Tôn giáo của Pháp. Nhân vật chính là Marguerite de Valois, hay còn gọi là Margot, con gái của Henri II đã khuất. Nhân vật phản diện là người có quyền lực Công giáo đầy mưu mô là Caterina de' Medici, mẹ của Margot.
Mặc dù bản thân Margot bị Luật Salic loại trừ khỏi ngai vàng, nhưng cuộc hôn nhân của cô với một Vương tử theo đạo Tin Lành mang đến cơ hội hòa giải trong nước dưới triều đại của vị vua mắc bệnh suy nhược thần kinh Charles IX, trong khi người Công giáo đang tranh giành quyền kiểm soát chính trị của Pháp với những người theo đạo Tin Lành Pháp, người Huguenot.
Caterina quyết định thể hiện thiện chí bằng cách gả Margot cho người Huguenot, đồng thời là Quốc vương Navarra, Enrique IV de Borbón, điều này được cho là sẽ củng cố hòa bình Saint-Germain đang bất ổn. Cùng lúc đó, Catherine âm mưu gây ra vụ thảm sát Ngày lễ Thánh Bartholomew năm 1572 khét tiếng và ám sát nhiều người Huguenot giàu có và nổi tiếng nhất, những người đang ở thành phố Paris và phần lớn là theo Công giáo để giúp hoàng tử theo đạo Tin Lành đến dự đám cưới của anh ta. Vụ thảm sát bắt đầu bốn ngày sau lễ cưới, và hàng nghìn người theo đạo Tin Lành đã bị tàn sát. Cuộc hôn nhân tiến triển, nhưng Margot, người không yêu Henri, bắt đầu mối tình say đắm với người lính La Môle, cũng là một người theo đạo Tin Lành xuất thân từ một gia đình khá giả.
Những vụ giết người bằng cách đầu độc xảy ra sau đó bởi âm mưu độc ác của Caterina nhằm đưa con trai bà, vị vua tương lai Henri III, lên ngôi và đe dọa tính mạng của La Môle, Margot và Henri.

## Chuyển thể
Cốt truyện của cuốn tiểu thuyết đã được đưa vào toàn bộ hoặc một phần trong các bản chuyển thể cho phim và truyền hình, cũng dựa trên các sự kiện lịch sử:
- La Reine Margot (phim 1910).
- La Reine Margot (phim 1954).
- La Reine Margot (phim 1994), phim năm 1994 với sự tham gia của Isabelle Adjani và Daniel Auteuil. Bộ phim đã được đề cử cho Giải Oscar cho thiết kế phục trang xuất sắc nhất.
- Koroleva Margo (Королева Марго), một bộ phim truyền hình năm 1996 của đạo diễn Aleksandr Muratov.